# Edward Albee's At Home at the Zoo
Edward Albee's At Home at the Zoo è un'opera teatrale del drammaturgo statunitense di Edward Albee, debuttata a Hartford nel 2004. La piece a volte va in scena con il titolo Peter & Jerry. La novità del dramma consiste nell'aggiungere un primo atto a Storia dello zoo, l'opera del debutto di Albee (1959). Il nuovo primo atto, Homelife, parla del matrimonio di Peter ed Ann e termina con Peter che esce di casa per andare a Central Park, dove incontrerà Jerry in Storia dello zoo.

## Produzioni
Edward Albe's At Home at the Zoo ha debuttato all'Hartford Stage Company nel giugno 2004, con la regia di Pam MacKinnon e Frank Wood (Peter), Frederick Weller (Jerry) e Johanna Day (Ann) nel cast.
Il dramma è andato in scena al Second Stage Theatre di New York dall'11 novembre al 30 dicembre 2007. Ribattezzata Peter & Jerry, la piece era diretta da Pam MacKinnon e interpretata da Johanna Day (Ann), Bill Pullman (Peter) e Dallas Roberts (Jerry). La produzione ha ricevuto due candidature ai Drama Desk Award, per il miglior attore (Pullman) e miglior attrice non protagonista (Day).
Un nuovo allestimento è stato messo in scena dall'American Conservatory Theater (ACT) di San Francisco dal 5 giugno al 5 luglio 2009. Rebecca Bayla Taichman curava la regia e Anthony Fusco (Peter), Manoel Felciano (Jerry) e René Augesen (Ann) costituivano il cast.